# Мершин, Павел Михайлович
Па́вел Миха́йлович Ме́ршин (14 июня 1897, Никольский уезд, Вологодская губерния — 15 февраля 1942, Крестцы, Ленинградская область) — советский кинооператор, изобретатель в области цветной кинематографии.

## Биография
Родился в деревне Дувалово (ныне — Котельничский район Кировской области) в семье крестьян. В 1914 году окончил гимназию в Вологде, а в 1916 году — аэрофотошколу в Киеве. В звании старший унтер-офицер был аэрофотографом на фронтах Первой мировой войны. 
С февраля 1918 служил в Красной армии, участвовал в походах против Колчака (1919), Деникина (1920), Грузинских меньшевиков (1921). После окончания московских авиакурсов в 1920 году служил лётчиком-наблюдателем по сентябрь 1923 года.
Демобилизовавшись, работал киномехаником на деревенских кинопередвижках Главполитпросвета. Приобретённый опыт дал толчок к изобретению собственной упрощённой кинопередвижки, получившей название «ГОЗ» — по собиравшему его государственному оптическому заводу в Ленинграде. С 1925 года работал на московской кинофабрике «Межрабпом-Русь», которая командировала его в Берлин. Именно там он впечатлился первыми несовершенными цветными кинокартинами. 
С 1927 года работал на московской кинофабрике «Совкино» (в дальнейшем — «Мосфильм»). В 1929—1930 годах в составе небольшой киногруппы под руководством режиссёра А. А. Литвинова оператором принял участие в киноэкспедиции на Камчатку и далее — Приполярную область. Тогда кинематографистам впервые удалось заснять извержение Ключевского вулкана. Мершин и там проявил себя изобретателем. Мершину помогал 19-летний комсомолец Александр Приезжев (впоследствии — также кинооператор).
В октябре 1931 года, преодолевая скепсис и сопротивление бюрократов, совместно с Н. Агокасом и Ф. Проворовым разработал оригинальный способ гидротипной печати цветных фильмов на задубленной солями хромовой кислоты желатине. По этому способу во второй половине 1930-х годов были изготовлены несколько мультипликационных фильмов.
 В ноябре 1931 года в том же коллективе завершил разработку цветного кинематографического процесса со съёмкой методом «бипак». В дальнейшем технология использована при создании первых советских двухцветных фильмов «Карнавал цветов» (1935) и «Груня Корнакова» (1936).
C 1935 руководил исследовательскими работами по технике цветной кинематографии. В 1938 году получил авторское свидетельство № 55718 на разновидность гидротипного способа изготовления цветных фильмокопий, а также на конструкцию машины для гидротипного способа изготовления цветных фильмов (авторское свидетельство № 54858).
Основным отличием от на тот момент широко распространённой гидротипной печати методом впитывания было то, что матрицы печатались с позитива, а не с негатива. Это позволяло сохранить неповреждённым оригинальный негатив, но вынуждало изготавливать промежуточные позитивы, с которых затем велась печать фильма.
По методу Мершина на киностудии «Мосфильм» были отпечатаны цветные мультфильмы: «Лиса и волк», «Завещание», «Сказка о рыбаке и рыбке», «Волк и семеро козлят», «Чудесный светофор», а также кинозарисовки «Цветущая юность», «Цветные киноновеллы» и «Трофеи великих битв».
С началом Великой Отечественной войны с июля 1941 года в Красной армии в звании военный техник 1 ранга. Служил на 279 авиабазе Северо-Западного фронта, последняя должность — техник по фото на головном авиационном складе № 2003. Погиб в феврале 1942 года в результате воздушной бомбардировки. Похоронен в братской могиле на кладбище советских воинов в Крестцах Ленинградской области (c 1944 года — Новгородская область).

## Семья
Был женат на Анне Андреевне Мершиной (1907— ?), воспитывали три дочери — 1926, 1932 и 1938 годов рождения и сына — 1934 года рождения.

## Избранная фильмография
- 1930 — Оленный всадник (не сохранился)[6]
- 1930 — Тумугуту (не сохранился)[6]
- 1931 — Неведомая земля / Камчатка (не сохранился)[6]
- 1931 — Таинственный полуостров (не сохранился)[6]
- 1936 — Лиса и волк
- 1936 — Отважный моряк
- 1937 — Сказка о рыбаке и рыбке
- 1937 — Сладкий пирог
- 1938 — Физкультурный парад (не сохранился)[17]
- 1939 — Цветущая юность

## Награды
- Премия Комитета по делам кинематографии Совнаркома СССР — «За успешную работу по освоению цветных кинокартин» (1938)[18]